# Denczo Denew
Denczo Todorow Denew (bułg. Денчо Тодоров Денев; ur. 22 sierpnia 1936 w Karnobacie) – bułgarski strzelec, olimpijczyk, medalista mistrzostw świata.
Brał udział w igrzyskach olimpijskich w latach 1960 (Rzym), 1964 (Tokio), 1968 (Meksyk), 1972 (Monachium) i 1976 (Montreal). Wystartował łącznie w ośmiu konkurencjach; dwukrotnie zajmował miejsca w pierwszej dziesiątce. Najwyższe miejsce zajął podczas swoich czwartych igrzysk w 1972; był siódmy w strzelaniu z pistoletu szybkostrzelnego z odległości 25 metrów.
Dwukrotnie zdobywał medale mistrzostw świata, a raz medal mistrzostw Europy – wszystkie w strzelaniu z pistoletu dowolnego z odległości 50 metrów. Ponadto zajął szóste miejsce w strzelaniu z pistoletu pneumatycznego podczas mistrzostw Europy w 1974 w Enschede (386 pkt.).

## Wyniki olimpijskie
| Igrzyska | Konkurencja                        | Wynik                                                                           | Miejsce    | Źródło |
| -------- | ---------------------------------- | ------------------------------------------------------------------------------- | ---------- | ------ |
| IO 1960  | Pistolet dowolny, 50 m             | Kwalifikacje – 355 punktów (85-94-89-87) Finał – 532 punkty (89-88-88-91-86-90) | 24 (na 67) | [ 1 ]  |
| IO 1964  | Pistolet szybkostrzelny, 25 metrów | 582 punkty (294-288)                                                            | 18 (na 53) | [ 2 ]  |
| IO 1964  | Pistolet dowolny, 50 m             | 543 punkty (90-94-94-87-88-90)                                                  | 15 (na 52) | [ 3 ]  |
| IO 1968  | Pistolet szybkostrzelny, 25 metrów | 579 punktów (293-286)                                                           | 28 (na 56) | [ 4 ]  |
| IO 1968  | Pistolet dowolny, 50 m             | 545 punktów (91-90-91-89-93-91)                                                 | 24 (na 69) | [ 5 ]  |
| IO 1972  | Pistolet szybkostrzelny, 25 metrów | 590 punktów (198-196-196)                                                       | 7 (na 62)  | [ 6 ]  |
| IO 1972  | Pistolet dowolny, 50 m             | 554 punkty (91-88-93-94-97-91)                                                  | 11 (na 59) | [ 7 ]  |
| IO 1976  | Pistolet dowolny, 50 m             | 557 punktów (91-90-92-98-92-94)                                                 | 8 (na 47)  | [ 8 ]  |